# Gogangra viridescens
Gogangra viridescens är en fiskart som först beskrevs av Hamilton 1822.  Gogangra viridescens ingår i släktet Gogangra och familjen Sisoridae. IUCN kategoriserar arten globalt som livskraftig. Inga underarter finns listade i Catalogue of Life.